# کیکو کیشی
کیکو کیشی (انگلیسی: Keiko Kishi؛ زادهٔ ۱۱ اوت ۱۹۳۲) هنرپیشه اهل ژاپن است. وی از سال ۱۹۵۱ میلادی تاکنون مشغول فعالیت بوده‌است.
از فیلم‌هایی که وی در آن نقش داشته‌است، می‌توان به اوایل بهار و کوایدان اشاره کرد.